# Mohamed Ibrahim
Mohamed Ibrahim (in arabo محمد ابراهيم‎?; Giza, 1º marzo 1992) è un calciatore egiziano, centrocampista del National Bank of Egypt e della nazionale egiziana.

## Carriera

### Club
Ha esordito l'8 febbraio 2010 in prima squadra e ha segnato il suo primo gol da calciatore professionista contro l'El-Masry proprio nei minuti finali. In carriera ha segnato complessivamente 3 gol in 17 partite nella CAF Champions League.

### Nazionale
Nel 2011 viene convocato nell'Under-20 per prendere parte al campionato mondiale di calcio Under-20. Considerato da molti come una giovane promessa, tra gli altri anche dall'allenatore Ney Franco, durante il Campionato mondiale di calcio Under-20 edizione 2011 ha realizzato una tripletta che gli ha permesso di diventare il primo calciatore africano nella storia del torneo a realizzare 3 gol in una sola partita.

## Statistiche

### Presenze e reti nei club
Statistiche aggiornate al 24 gennaio 2018.
| Stagione        | Squadra         | Campionato      | Campionato | Campionato | Coppe nazionali | Coppe nazionali | Coppe nazionali | Coppe continentali | Coppe continentali | Coppe continentali | Altre coppe | Altre coppe | Altre coppe | Totale | Totale |
| Stagione        | Squadra         | Comp            | Pres       | Reti       | Comp            | Pres            | Reti            | Comp               | Pres               | Reti               | Comp        | Pres        | Reti        | Pres   | Reti   |
| --------------- | --------------- | --------------- | ---------- | ---------- | --------------- | --------------- | --------------- | ------------------ | ------------------ | ------------------ | ----------- | ----------- | ----------- | ------ | ------ |
| 2009-2010       | Zamalek         | PL              | 4          | 0          | CE              | 0               | 0               | -                  | -                  | -                  | -           | -           | -           | 4      | 0      |
| 2010-2011       | Zamalek         | PL              | 16         | 2          | CE              | 1               | 0               | CCL                | 3                  | 0                  | -           | -           | -           | 20     | 2      |
| 2011-2012       | Zamalek         | PL              | 5          | 0          | -               | -               | -               | CCL                | 6                  | 2                  | -           | -           | -           | 11     | 2      |
| 2012-2013       | Zamalek         | PL              | 13         | 4          | CE              | 4               | 0               | CCL                | 11                 | 3                  | -           | -           | -           | 28     | 5      |
| 2013-2014       | Zamalek         | PL              | 14+2       | 4          | CE              | 2               | 0               | CCL                | 10                 | 1                  | -           | -           | -           | 28     | 5      |
| 2014-gen. 2015  | Marítimo        | PL              | 7          | 0          | CP+CdL          | 1+0             | 0               | -                  | -                  | -                  | -           | -           | -           | 8      | 0      |
| gen.-giu. 2015  | Zamalek         | PL              | 0          | 0          | CE              | 3               | 0               | CC                 | 3                  | 0                  | SE          | -           | -           | 6      | 0      |
| 2015-2016       | Zamalek         | PL              | 16         | 4          | CE              | 2               | 0               | CCL                | 4                  | 1                  | SE          | 1           | 0           | 23     | 5      |
| 2016-2017       | Zamalek         | PL              | 16         | 1          | CE              | 2               | 0               | CCL+ACL            | 5+0                | 0                  | SE          | 1           | 0           | 24     | 1      |
| 2017-2018       | Zamalek         | PL              | 6          | 0          | CE              | 1               | 1               | CC                 | 0                  | 0                  | -           | -           | -           | 7      | 1      |
| Totale Zamalek  | Totale Zamalek  | Totale Zamalek  | 90+2       | 15         |                 | 15              | 1               |                    | 42                 | 7                  |             | 2           | 0           | 151    | 23     |
| Totale carriera | Totale carriera | Totale carriera | 99         | 15         |                 | 16              | 1               |                    | 42                 | 7                  |             | 2           | 0           | 159    | 23     |

### Cronologia presenze e reti in Nazionale
| Cronologia completa delle presenze e delle reti in nazionale ― Egitto | Cronologia completa delle presenze e delle reti in nazionale ― Egitto | Cronologia completa delle presenze e delle reti in nazionale ― Egitto | Cronologia completa delle presenze e delle reti in nazionale ― Egitto | Cronologia completa delle presenze e delle reti in nazionale ― Egitto | Cronologia completa delle presenze e delle reti in nazionale ― Egitto | Cronologia completa delle presenze e delle reti in nazionale ― Egitto | Cronologia completa delle presenze e delle reti in nazionale ― Egitto |
| Data                                                                  | Città                                                                 | In casa                                                               | Risultato                                                             | Ospiti                                                                | Competizione                                                          | Reti                                                                  | Note                                                                  |
| --------------------------------------------------------------------- | --------------------------------------------------------------------- | --------------------------------------------------------------------- | --------------------------------------------------------------------- | --------------------------------------------------------------------- | --------------------------------------------------------------------- | --------------------------------------------------------------------- | --------------------------------------------------------------------- |
| 8-10-2011                                                             | Il Cairo                                                              | Egitto                                                                | 3 – 0                                                                 | Niger                                                                 | Qual. Coppa d'Africa 2012                                             | -                                                                     | 53’                                                                   |
| 12-10-2012                                                            | Dubai                                                                 | Egitto                                                                | 3 – 0                                                                 | Rep. del Congo                                                        | Amichevole                                                            | -                                                                     | 46’                                                                   |
| 16-10-2012                                                            | Abu Dhabi                                                             | Egitto                                                                | 0 – 1                                                                 | Tunisia                                                               | Amichevole                                                            | -                                                                     | 61’                                                                   |
| 28-12-2012                                                            | Doha                                                                  | Qatar                                                                 | 0 – 2                                                                 | Egitto                                                                | Amichevole                                                            | -                                                                     | 75’                                                                   |
| 10-1-2013                                                             | Abu Dhabi                                                             | Ghana                                                                 | 3 – 0                                                                 | Egitto                                                                | Amichevole                                                            | -                                                                     | 67’                                                                   |
| 6-2-2013                                                              | Madrid                                                                | Cile                                                                  | 2 – 1                                                                 | Egitto                                                                | Amichevole                                                            | -                                                                     | 71’                                                                   |
| 22-3-2013                                                             | Alessandria d'Egitto                                                  | Egitto                                                                | 10 – 0                                                                | eSwatini                                                              | Amichevole                                                            | 1                                                                     | 46’                                                                   |
| 26-3-2013                                                             | Alessandria d'Egitto                                                  | Egitto                                                                | 2 – 1                                                                 | Zimbabwe                                                              | Qual. Mondiali 2014                                                   | -                                                                     | 46’                                                                   |
| 30-9-2013                                                             | Il Cairo                                                              | Egitto                                                                | 2 – 0                                                                 | Uganda                                                                | Amichevole                                                            | -                                                                     | 46’                                                                   |
| 5-6-2022                                                              | Il Cairo                                                              | Egitto                                                                | 1 – 0                                                                 | Guinea                                                                | Qual. Coppa d'Africa 2023                                             | -                                                                     |                                                                       |
| 14-6-2022                                                             | Seul                                                                  | Corea del Sud                                                         | 4 – 1                                                                 | Egitto                                                                | Amichevole                                                            | -                                                                     | 87’                                                                   |
| Totale                                                                |                                                                       | Presenze                                                              | 11                                                                    |                                                                       | Reti                                                                  | 1                                                                     |                                                                       |

## Palmarès

### Club

#### Competizioni nazionali
- Campionato egiziano: 1

Zamalek: 2014-2015
- Coppa d'Egitto: 2

Zamalek: 2013, 2015, 2016
- Supercoppa d'Egitto: 1

Zamalek: 2017